# Didier Mathus
Didier Mathus, né le 25 mai 1952 à Montceau-les-Mines (Saône-et-Loire), est un enseignant et un homme politique français, membre du Parti socialiste.

## Biographie

### Jeunesse et formation
Fils de Maurice Mathus et petit-fils de mineurs, Didier Mathus grandit à Montceau-les-Mines et poursuit des études supérieures à l'université de Dijon où il obtient un doctorat en lettres modernes.
Durant sa jeunesse, il était le leader et chanteur d'un groupe de twist moncellien, Rocky Shalatoune et les Poilus d'Orient, auteurs notamment d'un 45 tours "les 3 cloches",.

### Carrière politique
Enseignant de profession, il commence sa carrière politique en 1979 en intégrant le cabinet de Pierre Joxe alors élu de Bourgogne. Il devient premier secrétaire de la fédération de Saône-et-Loire du Parti socialiste en 1982 et rejoint, place Beauvau, le cabinet de Pierre Joxe devenu ministre de l'Intérieur. 
Il est élu pour la première fois en 1986 lorsqu'il devient conseiller régional socialiste de Bourgogne. Deux ans plus tard, en 1988, il entre à l'Assemblée nationale quand Pierre Joxe, dont il est le suppléant, est appelé au gouvernement par Michel Rocard.
Il est député socialiste de la quatrième circonscription de Saône-et-Loire sans interruption de 1988 à 2012. En 1993, il est le seul député socialiste réélu en Bourgogne avec Pierre Bérégovoy dans la Nièvre. Il est ensuite réélu en 1997 (avec 61,52 % des voix), 2002 (avec 51,61 % des voix), et 2007 (avec 51,23 % des voix). Lors des élections législatives de 2012, à la suite du redécoupage électoral, il ne se représente pas et devient suppléant de Christophe Sirugue, député de la Cinquième circonscription de Saône-et-Loire. À la suite de la nomination de Christophe Sirugue au gouvernement le 1er septembre 2016, Didier Mathus est appelé pour lui succéder à compter du 2 octobre suivant, mais il démissionne de ce mandat le même jour. Sa fonction de membre de la HADOPI est incompatible avec le mandat parlementaire.
Didier Mathus est également élu maire de Montceau-les-Mines en 1995, ville alors détenue par la droite depuis trente ans. Il est réélu en 2001 puis 2008 et battu en 2014.

## Activités parlementaires

### Audiovisuel
Spécialiste des questions audiovisuelles, il est responsable du groupe parlementaire socialiste pour les questions relatives aux médias et à la communication de 1993 à 2012. Membre de la Commission des affaires culturelles et sociales de l'Assemblée nationale, il est rapporteur budgétaire de la mission « Médias », de 1997 à 2003, et de la mission « Audiovisuel extérieur de la France », de 2007 à 2012. 
De 1998 à 2000, il est rapporteur de la loi du 1er août 2000 portant réforme de l'audiovisuel, qui ouvre notamment la voie au développement de la télévision numérique terrestre, élargit les compétences du Conseil supérieur de l'audiovisuel et crée la holding France Télévisions.
Il est membre de plusieurs missions d'information, celles d'information sur la situation de la presse écrite (1996-1997) ; sur les centres culturels français à l'étranger (2000-2001) ; sur le financement du cinéma en Europe (2001) ; sur la création d’une chaîne d’information télévisée à vocation internationale (2002–2003) ; sur le service public audiovisuel et l’offre de programme (2005-2006). Co-rapporteur de la mission d'information sur la réforme de l'audiovisuel extérieur de la France entre 2011 et 2012, il se prononce contre la fusion de RFI et de France 24. 
Co-auteur, en 2008, de la proposition de résolution visant à la création d'une commission d'enquête sur le pluralisme et l'indépendance de la presse et des médias, il est également co-auteur, avec François Hollande, du recours au Conseil d’État ayant abouti à la prise en compte du temps de parole du président de la République par le Conseil supérieur de l'audiovisuel (CE, 8 avril 2009, MM. Hollande et Mathus).
Il est par ailleurs représentant de l'Assemblée nationale aux conseils d'administration de La Cinquième (1993-1997) ; de France 2 (1997-1999) ; de France Télévisions (1999-2002) et de l'Institut national de l'audiovisuel (2010-2012).
Le 11 janvier 2012, il est nommé membre du collège de la HADOPI par le président du Sénat. Opposant à cette autorité administrative qu'il qualifie de « schéma archaïque, inadapté aux enjeux du numérique et de la culture », il déclare à cette occasion : « En me nommant, Jean-Pierre Bel fait de la contre-programmation, de la même manière qu'il a choisi Bernard Maris pour siéger au conseil général de la Banque de France »  .

## Fonctions et Mandats

### Fonctions actuelles
- Président du conseil d’orientation et de perfectionnement du Centre de liaison de l'enseignement et des médias d'information (depuis 2014)
- Président du conseil de surveillance de RTE (depuis 2012)

### Anciens mandats
Député
- Député de la quatrième circonscription de Saône-et-Loire (29 juillet 1988-17 juin 2012)

Conseil régional de Bourgogne
- Membre du conseil régional (17/03/1986 - 22/03/1992)
- Vice-président du conseil régional (23/03/1992 - 26/06/1995)

Commune de Montceau-les-Mines
- Conseiller municipal (13 mars 1989-18 juin 1995)
- Maire (25 juin 1995-avril 2014)
- Conseiller municipal (2014)

Communauté urbaine Le Creusot Montceau
- Vice-président (1er janvier 1989 - 1er mars 2001)
- Président (15 octobre 2001 - 16 mars 2008)
- Vice-président (2008-2014)
- Conseiller Communautaire (2014)

Parti Socialiste
- Membre du Bureau National du Parti Socialiste (1993 - 2003)
- Délégué national auprès du Premier Secrétaire du Parti Socialiste pour l'audiovisuel et les médias (2000-2008)
- Secrétaire national aux médias (1997-2000 ; 2012)